# Blackie Carter
Pour les articles homonymes, voir Carter.
Otis Leonard Carter (né le 30 septembre 1902 à Langley, Caroline du Sud, et mort le 10 septembre 1976 à Greenville, Caroline du Sud) était un joueur de la Ligue majeure de baseball aux USA. Il a joué pour les Giants de New York de 1925 à 1926, apparaissant dans six matchs.
De 1933 à 1940, il fut joueur et manager dans la Ligue mineure de baseball. Il a travaillé dans la Ligue Piedmont, le Bi-State League, la Southern League et la Ligue d'État de Caroline du Nord.